# Marco Geisler
Marco Geisler (født 18. januar 1974 i Cottbus, Østtyskland) er en tysk tidligere roer.
Geisler roede i sin karriere næsten udelukkende dobbeltfirer, og han blev juniorverdensmester i denne båd i 1990 og to år senere nummer to ved VM. Ved VM for U/23-roere i 1994 vandt han igen guld, og året efter vandt han VM-sølv for seniorer. Denne placering gentog tyskerne med Geisler i 1997 og 1998, alle disse tre andenpladser kom efter Italien. I 1999 vandt den tyske båd omsider VM-guld.
Besætningen, der vandt VM-guld i 1999, bestod foruden Geisler af Andreas Hajek, Stephan Volkert og André Willms, og de stillede op til OL 2000 i Sidney. De vandt først deres indledede heat og derpå deres semifinale, inden de mødte deres italienske rivaler i finalen. Italienerne havde sat olympisk rekord i deres semifinale, og de lagde sig hurtigt i spidsen. Der blev de og sikrede sig guldet, mens hollænderne med en stærk afslutning vandt sølv, mindre end et sekund foran tyskerne på tredjepladsen.
Geisler og hans holdkammerater (skiftende besætninger) vandt derpå VM-guld de følgende tre år. De var derfor favoritter ved OL 2004 i Athen, men måtte nøjes med en femteplads.
Derpå gik det ned ad bakke for den tyske dobbeltfirer, og Geisler indstillede sin elitekarriere i 2007.

## OL-medaljer
- 2000:  Bronze i dobbeltfirer